# Барнштет (Доња Саксонија)
Барнштет (њем. Barnstedt) град је у њемачкој савезној држави Доња Саксонија. Једно је од 43 општинска средишта округа Линебург. Према процјени из 2010. у граду је живјело 769 становника. Посједује регионалну шифру (AGS) 3355006.

## Географски и демографски подаци
Барнштет се налази у савезној држави Доња Саксонија у округу Линебург. Град се налази на надморској висини од 49 метара. Површина општине износи 19,7 km². У самом граду је, према процјени из 2010. године, живјело 769 становника. Просјечна густина становништва износи 39 становника/km².

## Међународна сарадња
| Мјесто  | Држава    | Врста сарадње | Од    |
| ------- | --------- | ------------- | ----- |
| Хавелте | Холандија | партнерство   | 1989. |
| Броруп  | Данска    | партнерство   | 1992. |
| Извор   |           |               |       |